# 佐藤嗣崇
佐藤 嗣崇（さとう つぐたか、1995年3月30日 - ）は、日本のプロレスラー。山梨県在住で山梨プロレス祭りなどを主催している。

## 来歴
出典
- 2016年10月、WRESTLE-1主催のプロレス総合学院に3期生として入学[4]。

- 2017年4月にプロレス学院卒業後は、プロレスリングA.C.E.所属選手となる道を選ばずWRESTLE-1の練習生となることを熱望しており、それが認められ入団。9月2日に行われたWRESTLE-1横浜文化体育館大会における対一戦でデビュー。

- 2019年
  - 3月31日、契約満了につきWRESTLE-1を退団[5]。4月よりフリーとして活動。ZERO1等に参戦。
  - 9月30日、地元大分にて自主興行を開催。

- 2020年
  - 山梨県笛吹市に移住[6]。
  - 8月2日、ZERO1後楽園ホール大会において、岩﨑永遠とのタッグでNWAインターコンチネンタルタッグ王座を獲得。
- 2021年3月、ホットジャパン入り。
  - 5月28日、大分で3度目の自主興行開催、大谷晋二郎とタッグを組みメインに出場。
  - 8月24日、「山梨プロレス祭り」を主催。天下一Jr.トーナメント2021開幕戦として行われ、メインで大谷晋二郎と一騎打ち。同年11月23日、12月15日にも「山梨プロレス祭り」を開催した。
- 2022年1月1日後楽園ホールにおいて、2022年よりZERO1所属選手となる事が発表された。
- 2023年は、4月30日、7月1日、9月3日に「山梨プロレス祭り」を開催した[7]。
- 2024年
  - 1月1日、後楽園ホール大会において、松永準也とのタッグでNWAインターコンチネンタルタッグ王座を獲得。3月20日の後楽園ホール大会において防衛に失敗しベルトを失う。
  - 火祭り2024に参戦（5年連続5回目、Aブロック）、7月28日の後楽園ホールでの優勝決定戦で土肥こうじに勝利し優勝した。
  - 10月20日告示、同月27日投開票の笛吹市議選挙に無所属で立候補[6]。アジャコングなどが応援演説したが[8]、落選した[9]。

## 得意技
オクラホマスタンピート
ラリアット

## タイトル歴
- 第42代NWAインターコンチネンタルタッグ王座（パートナーは岩﨑永遠）
- 第48代NWAインターコンチネンタルタッグ王座（パートナーは松永準也）
- 火祭り2024 優勝

## 入場曲
- チャンピオンロード